# Río Santa Lucía (Uruguay)
 (décembre 2022).
La mise en forme du texte ne suit pas les recommandations de Wikipédia : il faut le « wikifier ».
Les points d'amélioration suivants sont les cas les plus fréquents :
- Les titres sont pré-formatés par le logiciel. Ils ne sont ni en capitales, ni en gras.
- Le texte ne doit pas être écrit en capitales (les noms de famille non plus), ni en gras, ni en italique, ni en « petit »…
- Le gras n'est utilisé que pour surligner le titre de l'article dans l'introduction, une seule fois.
- L'italique est rarement utilisé : mots en langue étrangère, titres d'œuvres, noms de bateaux, etc.
- Les citations ne sont pas en italique mais en corps de texte normal. Elles sont entourées par des guillemets français : « et ».
- Les listes à puces sont à éviter, des paragraphes rédigés étant largement préférés. Les tableaux sont à réserver à la présentation de données structurées (résultats, etc.).
- Les appels de note de bas de page (petits chiffres en exposant, introduits par l'outil «  Source ») sont à placer entre la fin de phrase et le point final[comme ça].
- Les liens internes (vers d'autres articles de Wikipédia) sont à choisir avec parcimonie. Créez des liens vers des articles approfondissant le sujet. Les termes génériques sans rapport avec le sujet sont à éviter, ainsi que les répétitions de liens vers un même terme.
- Les liens externes sont à placer uniquement dans une section « Liens externes », à la fin de l'article. Ces liens sont à choisir avec parcimonie suivant les règles définies. Si un lien sert de source à l'article, son insertion dans le texte est à faire par les notes de bas de page.
- La présentation des références doit suivre les conventions bibliographiques. Il est recommandé d'utiliser les modèles {{Ouvrage}}, {{Chapitre}}, {{Article}}, {{Lien web}} et/ou {{Bibliographie}}. Le mode d'édition visuel peut mettre en forme automatiquement les références.
- Insérer une infobox (cadre d'informations à droite) n'est pas obligatoire pour parachever la mise en page.

Pour une aide détaillée, merci de consulter Aide:Wikification.
Si vous pensez que ces points ont été résolus, vous pouvez retirer ce bandeau et améliorer la mise en forme d'un autre article.
Pour les articles homonymes, voir Santa Lucía.
Le río Santa Lucía est un fleuve qui s'écoule au sud de l'Uruguay et qui se jette dans le río de la Plata après avoir effectué  un parcours de 248 km.

## Description
Le fleuve Santa Lucía, parfois appelé Santa  Lucía  Grande pour le différencier du río Santa Lucía Chico, est tout le long de son cours  un fleuve qui s'écoule en Uruguay  appartenant au bassin de la Plata. 
Il prend sa source sur le flanc sud-ouest de la Cuchilla Grande, plus précisément au sud de la ville de Minas, dans la sierra de Minas, à 250 mètres de hauteur. 
Depuis son lieu de source, le fleuve prend  une orientation générale vers l'ouest en traversant successivement cinq départements. Les trois trois premiers sont respectivement d'est en ouest le Lavalleja, le Florida et le Canelones, où il sert de limite interdépartementale entre ces deux derniers. Puis, après avoir arrosé la ville de Santa Lucía, son cours s'infléchit brusquement vers le sud servant de limite interdépartementale aux deux départements de Montevideo, à l'est, et de San José à l'ouest. Enfin, il revêt son caractère de fleuve côtier en se déversant  dans la baie de Montevideo, dont les eaux se mélangent au río de la Plata en une embouchure marécageuse qui forme un delta isolant la petite île Tiger.
Son cours de 248 km en fait le plus long fleuve du sud de l'Uruguay qui irrigue un bassin hydrographique de 14 200 km2 important pour alimenter en eau potable l'agglomérationde Montevideo

## Villes traversées
Le fleuve traverse peu de villes sur son cours, si ce n'est sur son cours moyen la petite ville de San Ramón, puis de  Santa Lucía, tout au nord du département de Canelones, et, sur son cours aval, Ciudad del Plata, qui est la plus importante ville  du département de San José peu avant son embouchure dans la baie de Montevideo.

## Les affluents
Sur son cours assez régulier et peu sinueux, il reçoit sur sa droite, les eaux de deux affluents de quasi égale longueur, les rivières  Santa Lucía Chico et San José et, sur sa gauche, il reçoit de très gros ruisseaux ou de très petites rivières qui, cependant, contribuent à alimenter son cours par des eaux d'origine fluviale, pluviale et souterraine.

## Vie économique
Depuis 1851 jusque dans le premier tiers du XXe siècle, le fleuve était accessible aux navires pour la navigation maritime jusqu'à Aguas Corrientes. Avec la modernisation des voies de transport terrestre et face à l'augmentation du tonnage maritime, le trafic fluvial de marchandises a été progressivement abandonné. Il laisse place aujourd'hui à la navigation de plaisance.
Près d'une douzaine de ponts l'enjambent dont le pont routier de La Barra à Ciudad  del Plata, construit en 1925, et le viaduc moderne Alfredo Zitarossa inauguré en 1999 qui lui supplée.

## Galerie

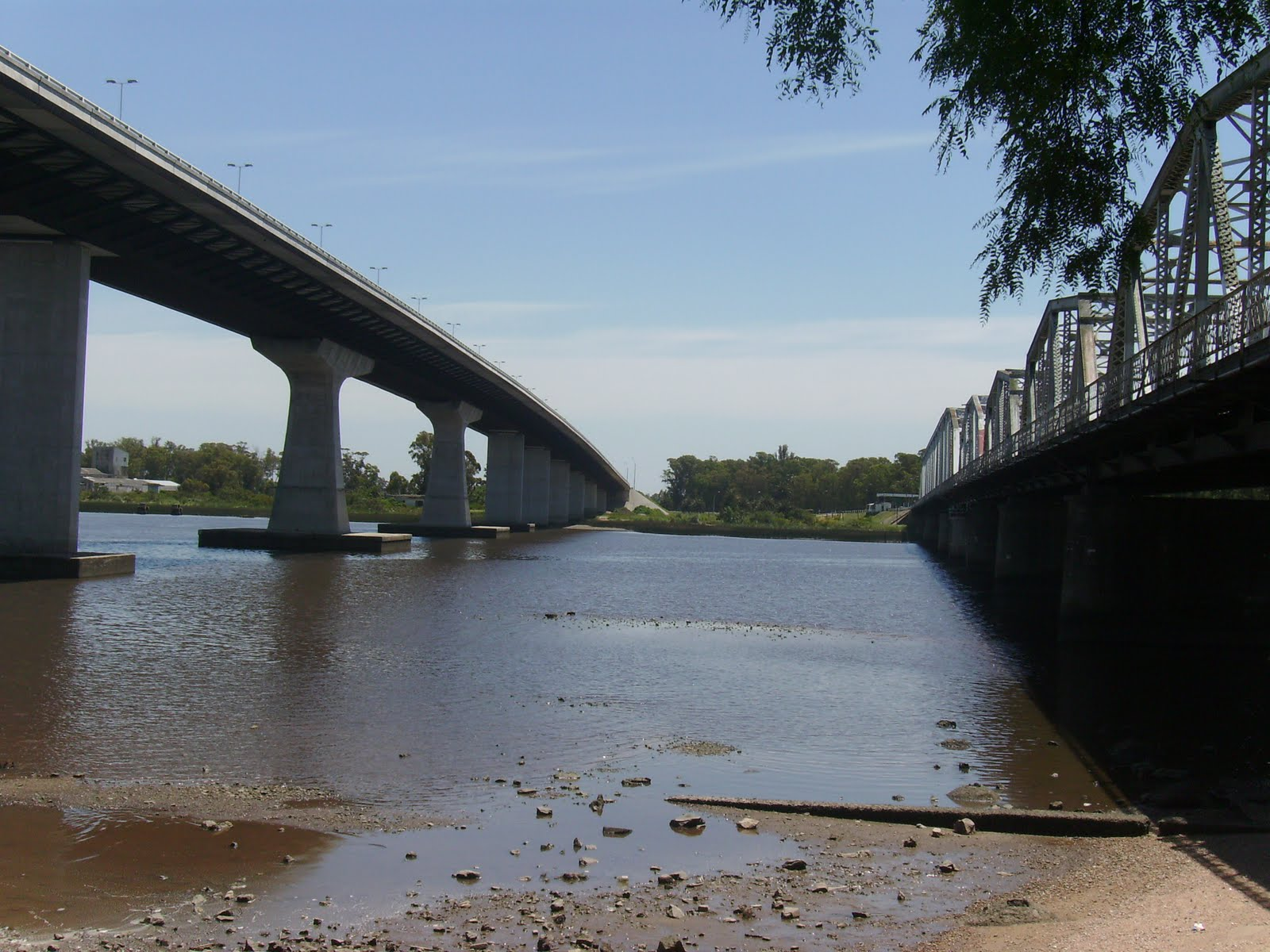
Les deux ponts sur le fleuve  Santa Lucía entre Ciudad del Plata  et Santiago  Velesquez.
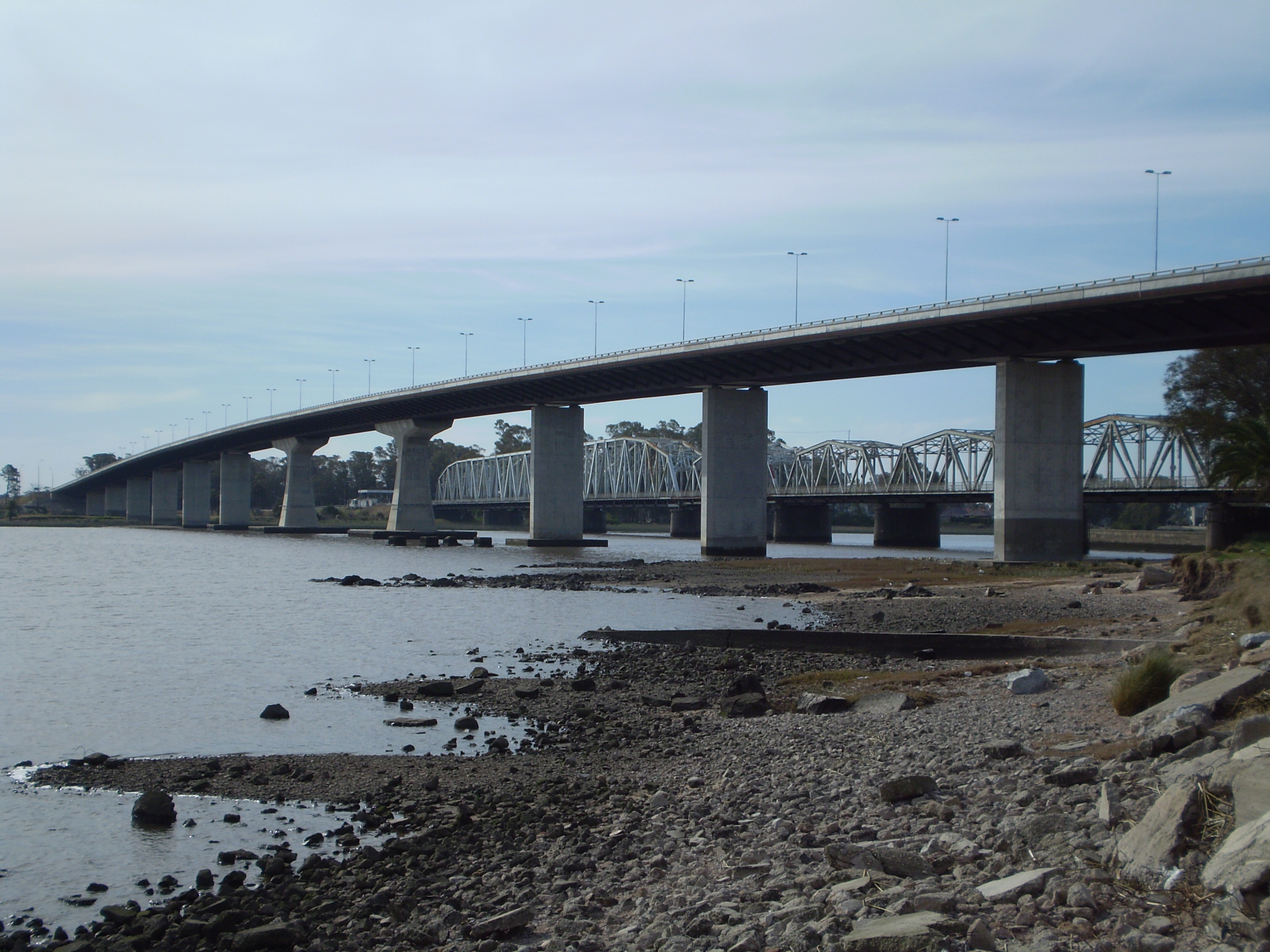
Le nouveau pont routier sur le fleuve Santa  Lucía  à Ciudad del Plata.
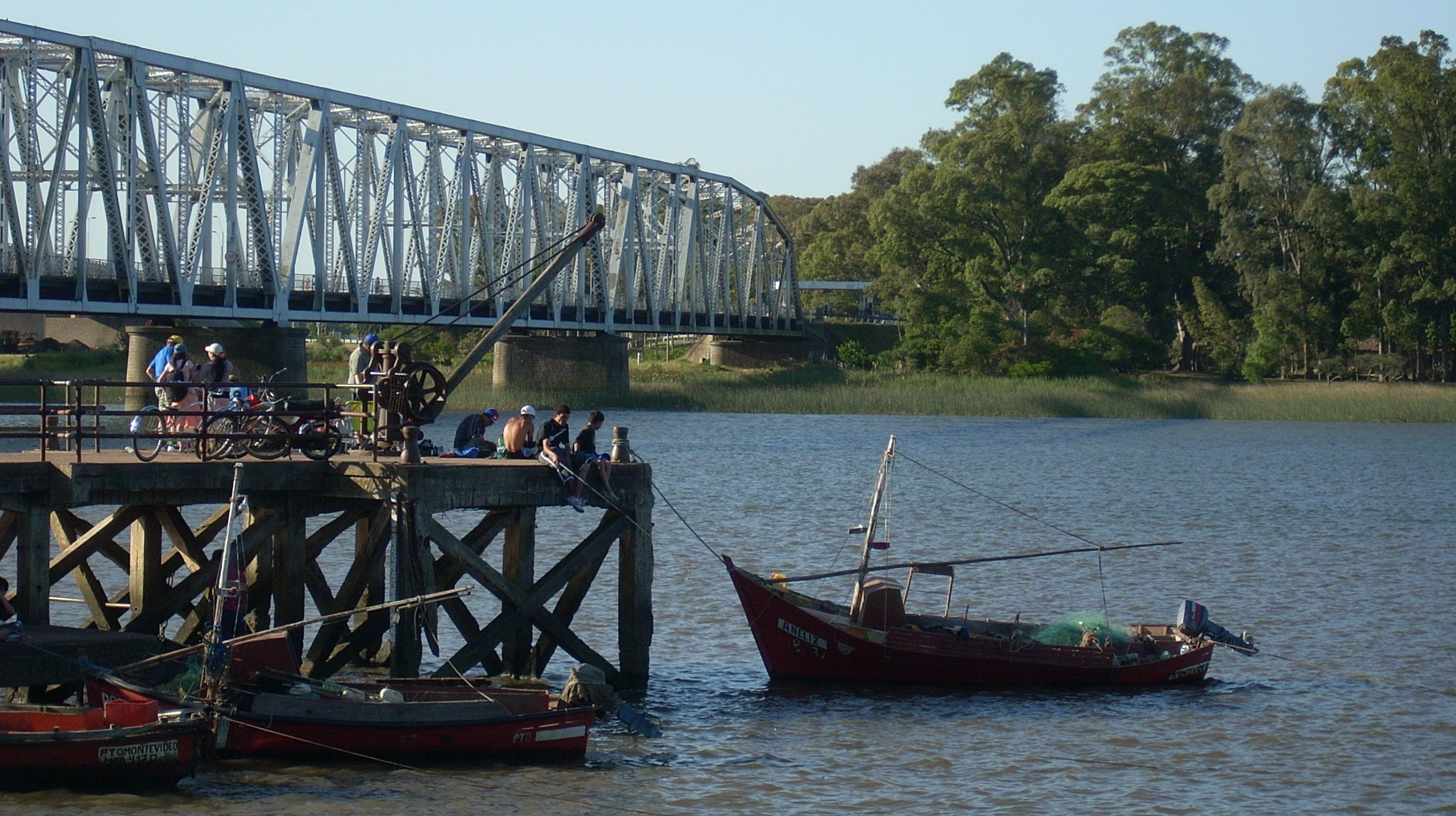
Le vieux pont de 1925.
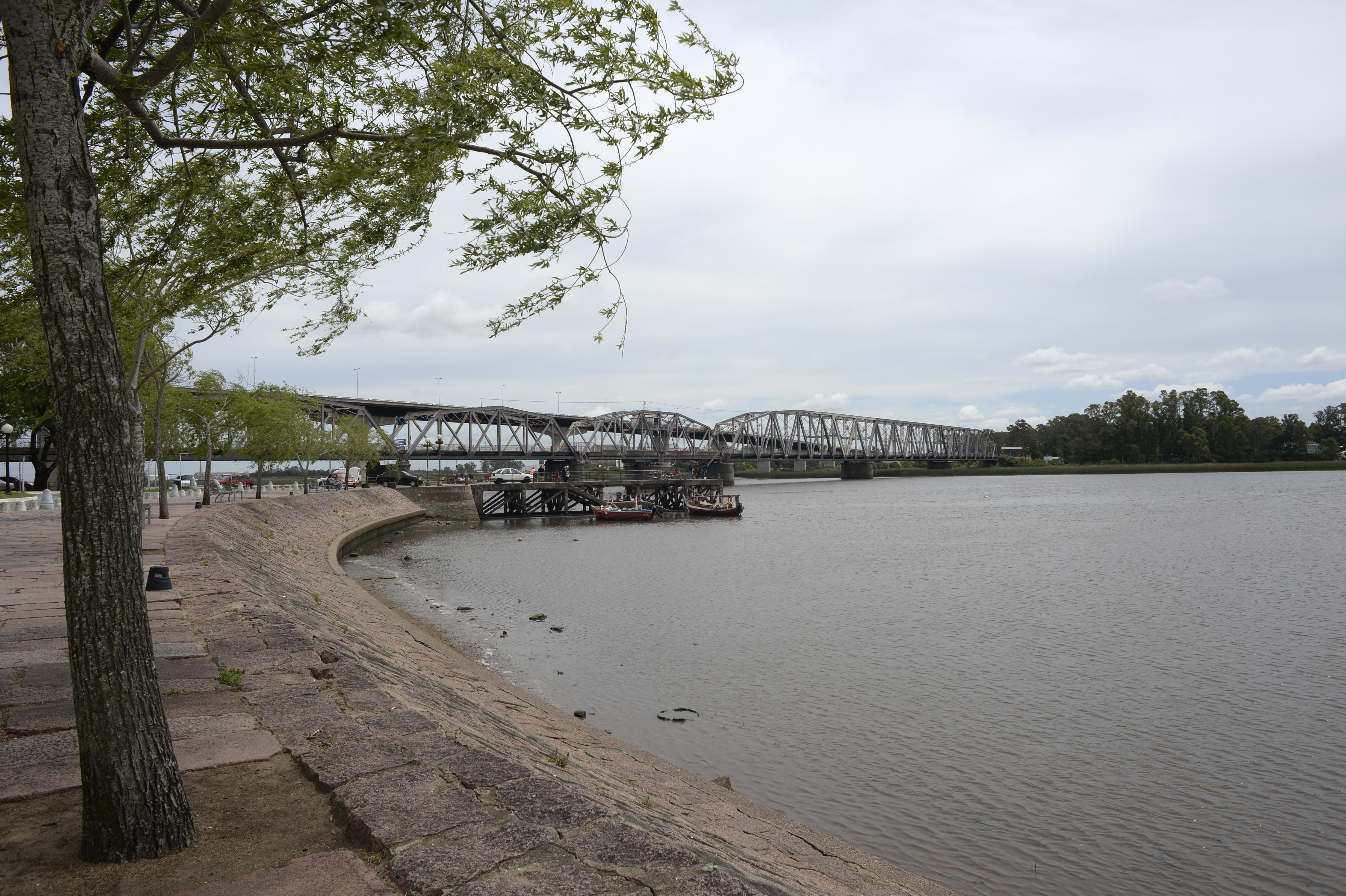
Le fleuve Santa  Lucía à Santiago Vázquez dans le département de Montevideo.